# Riccardo Pelizzo
Riccardo Pelizzo (Verona, 1971) è un politologo italiano.

## Biografia
Riccardo Pelizzo è uno scienziato della politica e un esperto di studi legislativi.
Dopo aver conseguito la laurea all'Università di Bologna con 110 e lode, un Master of Arts in scienze politiche alla Johns Hopkins University e aver conseguito il titolo di Philosophy Doctor, Pelizzo inizia a insegnare alla Johns Hopkins University, a Baltimora.
Già Assistant professor al la Singapore Management University, fellow del Centre of governance and public policy, membro accademico del Griffith Asia Institute, investigatore associato del Centre of Excellence in Policing and Security, consulente della Banca Mondiale, è professore e vice decano per gli affari accademici  alla Graduate School of Public Policy della Nazarbayev University dove è stato anche vice decano per la ricerca dal 2019 al 2023. Dal 2004 al 2010 ha fatto parte del comitato scientifico di Politics and Policy, di cui è attualmente Direttore Associato. Il suo saggio Tools for Legislative Oversight è stato discusso nel Parlamento delle Filippine. Il suo The role of parliament in curbing corruption ha stimolato alcune iniziative legislative in Tanzania. Ha partecipato al dibattito sulle riforme costituzionali in Kazakistan e sul disegno di legge sul controllo parlamentare in Bosnia-Herzegovina.
Autore di numerosi studi apparsi su riviste scientifiche internazionali, tra le quali Party Politics, Political Studies, Governance, West European Politics e Journal of democracy. Alcuni dei quali sono stati tradotti in arabo, cinese, inglese, italiano, francese, tedesco, russo, spagnolo, vietnamita, indonesiano e kazako. Pelizzo è inoltre autore di 14 libri. Nel 2004 ha vinto il Wright Memorial Award e ha ricevuto l'Honorable mention per la tesi dottorale, e nel 2014 ha vinto il Distinguished Reviewer Award di Politics and Policy. È fra i più attivi peer reviewers dell'Asia Centrale.

## Pubblicazioni
- Leading and Managing Research in a Post-Soviet Central Asian Research University, Cambridge Scholars Publishing, 2025 (con Tsediso Michael Makoelle), ISBN 978-1036453053
- The culture of accountability, Routledge, 2022 (con Gianfranco Pasquino), ISBN 978-1032319100
- How to write a thesis, Calibano editore, 2022 (con A. Kinyondo), ISBN 979-1280224712
- Exploring Africa's Labyrinth , Lambert Academic Publishing, 2020, ISBN 978-6200562456
- Metodo e contro-metodo, Roma, Armando Editore, 2019 (con A. Napoli), ISBN 978-88-6081-379-4
- Africa Today, Novate Milanese, Prospero Editore, 2018, ISBN 978-8885491403
- https://www.academia.edu/37315871/Making_tourism_work_for_TZ_Soft_Copy.pdf[collegamento interrotto], Lambert Academic Publishing, 2018 (con A. Kinyondo), ISBN 978-6137420843
- Governance in Africa, Lambert Academic Publishing, 2017 (curatore con Abel Kinyondo), ISBN 978-6202021715
- Tourism in Africa. Development and Inequality, Novate Milanese, Prospero Editore, 2017 (con Abel Kinyondo), ISBN 978-8885491168
- Africa at the Crossroads, Novate Milanese, Prospero Editore, 2017, ISBN 978-8885491175
- Understanding good governance, Saarbruecken, Lambert Academic Publishing, 2017 (curatore), ISBN 3-330-04914-6.
- Il Dottor Bolt e altri racconti, Piacenza, Ellade, 2016 (con Antonio Napoli e Danilo Carabotta).
- Corruption and Legislatures, New York, Routledge, 2014 (con F. Stapenhurst), ISBN 0-415-73010-4.
- Following the money: comparing parliamentary public accounts committees, London, Routledge, 2014 (con F.Stapenhurst e K. Jacobs), ISBN 0-7453-3436-9
- Government Accountability and Legislative Oversight, London, Routledge, 2014 (con F. Stapenhurst), ISBN 0-415-73006-6
- Parliamentary Oversight Tools, London, Routledge, 2012 (con F. Stapenhurst), ISBN 0-415-61571-2
- Le strategie della crescita, Napoli, Guida, 2012, ISBN 88-6666-176-7
- Allo Zenit di Nessun Nadir, Napoli, Guida, 2011 (con A. Napoli), ISBN 88-6042-905-6
- The War on Terror and the Growth of Executive Power, London, Routledge, 2010 (curatore, con John E.Owens), ISBN 0-415-50405-8
- Ludica, Singapore, Logic Mills, 2010, ISBN 981-08-5941-4
- Fiscalizacion legislativa y presupuestos, Barcelona, mayol ediciones, 2009 (curatore con R. Stapenhurst), ISBN 958-8307-66-X
- Legislative Oversight and Budgeting, Washington, World Bank, 2008 (curatore con F. Stapenhurst, D. Olson and L. von Trapp), ISBN 0-8213-7611-X
- Cartel Parties and Cartel Party Systems, Saarbrücken, VDN, 2008 (autore), ISBN 3-639-08930-8
- The role of parliament in curbing corruption, Washington, World Bank, 2006 (curatore con F. Stapenhurst e N. Johnston), ISBN 0-8213-6723-4
- Parlamenti democratici, Bologna, il Mulino, 2006 (con Gianfranco Pasquino)
- Tre e mezzo, Verona, Vita Nova, 2004.

## Premi
- Vincent Wright Memorial Award, West European Politics, 2004
- Honorable Mention in the competition for the best dissertation, European Politics and Society Section of the American Political Science Association, 2004
- Artinian Award, Southern Political Science Association, 2006
- Medal for the 15th Anniversary of the Academy of Financial Police, Kazakistan, 2014
- Distinguished Reviewer Award, Politics and Policy, 2014
- Medaglia per il grande contributo allo sviluppo della scienza, Ministero dell'Educazione e della Scienza, Repubblica del Kazakistan, 2015.
- Albert Nelson Marquis Lifetime Achievement Award, 2018.